# Olympische Geschichte der Niederländischen Antillen
| Gelbes Symbol für Goldmedaillen mit stilisierten Olympischen Ringen | Graues Symbol für Silbermedaillen mit stilisierten Olympischen Ringen | Braundes Symbol für Bronzemedaillen mit stilisierten Olympischen Ringen |
| ------------------------------------------------------------------- | --------------------------------------------------------------------- | ----------------------------------------------------------------------- |
| —                                                                   | 1                                                                     | —                                                                       |

Die Niederländischen Antillen nahmen 1952 erstmals an Olympischen Sommerspielen teil. 1988 und 1992 war die Nation auch bei Olympischen Winterspielen vertreten. 2010 wurde das Land im Königreich der Niederlande aufgelöst. Das Nationale Olympische Komitee war das Nederlands Antilliaans Olympisch Comité. Es wurde 1931 gegründet, 1950 vom IOC anerkannt und 2010 ebenfalls aufgelöst. Das offizielle Kürzel veränderte sich im Laufe der Jahre: Bei der ersten Teilnahme 1952 lautete es AHO, 1960 war es ATO, 1964 NAN. 1968 kehrte man zu AHO zurück, dieses Kürzel blieb bis zuletzt bestehen.

## Übersicht

Fahne der Niederländischen Antillen bis 1986

1952 nahmen die Niederländischen Antillen, seit 1948 eine Kolonie der Niederlande und 1954 in ein Land innerhalb des Königreichs umgewandelt, erstmals an Olympischen Sommerspielen mit einer Fußballmannschaft teil. Am 21. Juli trat das Team in der ersten Runde des Turniers in Lahti gegen die Türkei an, das Spiel ging 1:2 verloren und das Team schied dadurch aus.
1956 schlossen sich die Niederländischen Antillen, so wie die Niederlande, dem Olympiaboykott aufgrund des Einmarsches der Sowjetunion in Ungarn an. Auch die Spiele 1980 in Moskau wurden boykottiert, ansonsten war der Inselstaat bei allen Sommerspielen vertreten.
1960 war die Nation wieder mit fünf Athleten vertreten, sie alle gingen im Gewichtheben ins Rennen. 1964 kam Fechten hinzu, 1968 traten dort auch erstmals Frauen an. 1972 ging erstmals ein Sportschütze ins Rennen, 1976 kamen Judo und Leichtathletik hinzu, 1984 Schwimmen und Synchronschwimmen und 1988 Segeln. Hierbei konnte der Windsurfer Jan Boersma die erste Olympiamedaille für die Niederländischen Antillen gewinnen.
1986 erlangte die Insel Aruba ihre Unabhängigkeit, 1988 trat die Insel erstmals unter eigener Fahne bei Olympischen Spielen an. Im selben Jahr erfolgte die erste Teilnahme der Niederländischen Antillen an Olympischen Winterspielen. Es folgte eine weitere Teilnahme 1992, seitdem war die Nation nicht mehr vertreten.
Im Jahr 2000 gingen erstmals auch Athleten im Reiten und im Triathlon für die Niederländischen Antillen ins Rennen. 2008 konnte Churandy Martina im 200-Meter-Lauf eine Silbermedaille gewinnen, die ihm jedoch wegen Übertreten der Bahnmarkierung aberkannt wurde.
Am 10. Oktober 2010 wurde das Land der Niederländischen Antillen offiziell aufgelöst, nachdem es zuvor noch an den ersten Olympischen Jugend-Sommerspielen teilnahm und den Gewinn einer Bronzemedaille verbuchen konnte. Curaçao und Sint Maarten wurden zu eigenständigen Ländern im Königreich der Niederlande, Bonaire, Saba und Sint Eustatius wurden zu besonderen Gemeinden der Niederlande. Bei den Sommerspielen 2012 traten Athleten dieser Inseln als unabhängige Olympiateilnehmer an, da das NOK inzwischen ebenfalls aufgelöst wurde. 2016 traten einige Athleten für Aruba oder die Niederlande an.

## Übersicht der Teilnehmer

### Sommerspiele
| Jahr      | Athleten           | Athleten           | Athleten           | Flaggenträger      | Sportarten         | Sportarten         | Sportarten         | Sportarten         | Sportarten         | Sportarten         | Sportarten         | Sportarten         | Sportarten         | Sportarten         | Sportarten         | Medaillen          | Medaillen          | Medaillen          | Medaillen          | Rang               |
| Jahr      | Gesamt             | Männer             | Frauen             | Flaggenträger      | Fechten            | Fußball            | Gewichtheben       | Judo               | Leichtathletik     | Reiten             | Schießen           | Schwimmen          | Segeln             | Synchronschwimmen  | Triathlon          |                    |                    |                    | Total              | Rang               |
| --------- | ------------------ | ------------------ | ------------------ | ------------------ | ------------------ | ------------------ | ------------------ | ------------------ | ------------------ | ------------------ | ------------------ | ------------------ | ------------------ | ------------------ | ------------------ | ------------------ | ------------------ | ------------------ | ------------------ | ------------------ |
| 1896–1948 | nicht teilgenommen | nicht teilgenommen | nicht teilgenommen | nicht teilgenommen | nicht teilgenommen | nicht teilgenommen | nicht teilgenommen | nicht teilgenommen | nicht teilgenommen | nicht teilgenommen | nicht teilgenommen | nicht teilgenommen | nicht teilgenommen | nicht teilgenommen | nicht teilgenommen | nicht teilgenommen | nicht teilgenommen | nicht teilgenommen | nicht teilgenommen | nicht teilgenommen |
| 1952      | 11                 | 11                 |                    |                    |                    | 11                 |                    |                    |                    |                    |                    |                    |                    |                    |                    |                    |                    |                    |                    |                    |
| 1956      | Spiele boykottiert | Spiele boykottiert | Spiele boykottiert | Spiele boykottiert | Spiele boykottiert | Spiele boykottiert | Spiele boykottiert | Spiele boykottiert | Spiele boykottiert | Spiele boykottiert | Spiele boykottiert | Spiele boykottiert | Spiele boykottiert | Spiele boykottiert | Spiele boykottiert | Spiele boykottiert | Spiele boykottiert | Spiele boykottiert | Spiele boykottiert | Spiele boykottiert |
| 1960      | 5                  | 5                  |                    |                    |                    |                    | 5                  |                    |                    |                    |                    |                    |                    |                    |                    |                    |                    |                    |                    |                    |
| 1964      | 4                  | 4                  |                    |                    | 1                  |                    | 3                  |                    |                    |                    |                    |                    |                    |                    |                    |                    |                    |                    |                    |                    |
| 1968      | 5                  | 3                  | 2                  |                    | 3                  |                    | 2                  |                    |                    |                    |                    |                    |                    |                    |                    |                    |                    |                    |                    |                    |
| 1972      | 2                  | 2                  | 0                  | Bèto Adriana       |                    |                    | 1                  |                    |                    |                    | 1                  |                    |                    |                    |                    |                    |                    |                    |                    |                    |
| 1976      | 4                  | 4                  |                    |                    |                    |                    |                    | 2                  | 2                  |                    |                    |                    |                    |                    |                    |                    |                    |                    |                    |                    |
| 1980      | Spiele boykottiert | Spiele boykottiert | Spiele boykottiert | Spiele boykottiert | Spiele boykottiert | Spiele boykottiert | Spiele boykottiert | Spiele boykottiert | Spiele boykottiert | Spiele boykottiert | Spiele boykottiert | Spiele boykottiert | Spiele boykottiert | Spiele boykottiert | Spiele boykottiert | Spiele boykottiert | Spiele boykottiert | Spiele boykottiert | Spiele boykottiert | Spiele boykottiert |
| 1984      | 8                  | 3                  | 5                  | Evert Kroon        |                    |                    |                    |                    | 3                  |                    |                    | 3                  |                    | 2                  |                    |                    |                    |                    |                    |                    |
| 1988      | 3                  | 2                  | 1                  | Jan Boersma        |                    |                    |                    |                    |                    |                    | 1                  | 1                  | 1                  |                    |                    |                    | 1                  |                    | 1                  | 36                 |
| 1992      | 4                  | 3                  | 1                  | Michel Daou        |                    |                    |                    |                    | 1                  |                    | 1                  |                    | 2                  |                    |                    |                    |                    |                    |                    |                    |
| 1996      | 6                  | 6                  |                    | Sergio Murray      |                    |                    |                    | 1                  | 1                  |                    | 1                  | 1                  | 2                  |                    |                    |                    |                    |                    |                    |                    |
| 2000      | 8                  | 6                  | 2                  | Cor van Aanholt    |                    |                    |                    |                    | 2                  | 1                  | 1                  | 2                  | 1                  |                    | 1                  |                    |                    |                    |                    |                    |
| 2004      | 3                  | 3                  |                    | Churandy Martina   |                    |                    |                    |                    | 2                  | 1                  |                    |                    |                    |                    |                    |                    |                    |                    |                    |                    |
| 2008      | 3                  | 3                  |                    | Churandy Martina   |                    |                    |                    |                    | 1                  |                    | 1                  | 1                  |                    |                    |                    |                    |                    |                    |                    |                    |
| Gesamt    | Gesamt             | Gesamt             | Gesamt             | Gesamt             | Gesamt             | Gesamt             | Gesamt             | Gesamt             | Gesamt             | Gesamt             | Gesamt             | Gesamt             | Gesamt             | Gesamt             | Gesamt             | 0                  | 1                  | 0                  | 1                  | 115                |

### Winterspiele
| Jahr      | Athleten           | Athleten           | Athleten           | Flaggenträger          | Sportarten         | Sportarten         | Medaillen          | Medaillen          | Medaillen          | Medaillen          | Medaillen          |
| Jahr      | Gesamt             | m                  | w                  | Flaggenträger          | Bob                | Rodeln             |                    |                    |                    | Gesamt             | Rang               |
| --------- | ------------------ | ------------------ | ------------------ | ---------------------- | ------------------ | ------------------ | ------------------ | ------------------ | ------------------ | ------------------ | ------------------ |
| 1924–1984 | nicht teilgenommen | nicht teilgenommen | nicht teilgenommen | nicht teilgenommen     | nicht teilgenommen | nicht teilgenommen | nicht teilgenommen | nicht teilgenommen | nicht teilgenommen | nicht teilgenommen | nicht teilgenommen |
| 1988      | 2                  | 2                  |                    | Bart Carpentier Alting | 2                  | 1                  |                    |                    |                    |                    |                    |
| 1992      | 2                  | 2                  |                    | Dudley den Dulk        | 2                  |                    |                    |                    |                    |                    |                    |
| 1994–2010 | nicht teilgenommen | nicht teilgenommen | nicht teilgenommen | nicht teilgenommen     | nicht teilgenommen | nicht teilgenommen | nicht teilgenommen | nicht teilgenommen | nicht teilgenommen | nicht teilgenommen | nicht teilgenommen |
| Gesamt    | Gesamt             | Gesamt             | Gesamt             | Gesamt                 | Gesamt             | Gesamt             | 0                  | 0                  | 0                  | 0                  | -                  |

### Jugend-Sommerspiele
| Jahr   | Athleten | Athleten | Athleten | Flaggenträger   | Sportarten     | Sportarten | Sportarten | Medaillen | Medaillen | Medaillen | Medaillen | Medaillen |
| Jahr   | Gesamt   | m        | w        | Flaggenträger   | Leichtathletik | Schwimmen  | Segeln     |           |           |           | Gesamt    | Rang      |
| ------ | -------- | -------- | -------- | --------------- | -------------- | ---------- | ---------- | --------- | --------- | --------- | --------- | --------- |
| 2010   | 5        | 3        | 2        | Hensley Paulina | 2              | 2          | 1          |           |           | 1         | 1         | 85        |
| Gesamt | Gesamt   | Gesamt   | Gesamt   | Gesamt          | Gesamt         | Gesamt     | Gesamt     | 0         | 0         | 1         | 1         | 109       |

## Medaillengewinner

### Goldmedaillen
keine Medaillengewinner

### Silbermedaillen
- Jan Boersma
Seoul 1988: Segeln, Windsurfer

### Bronzemedaillen
keine Medaillengewinner